# آشپزی آفریقایی

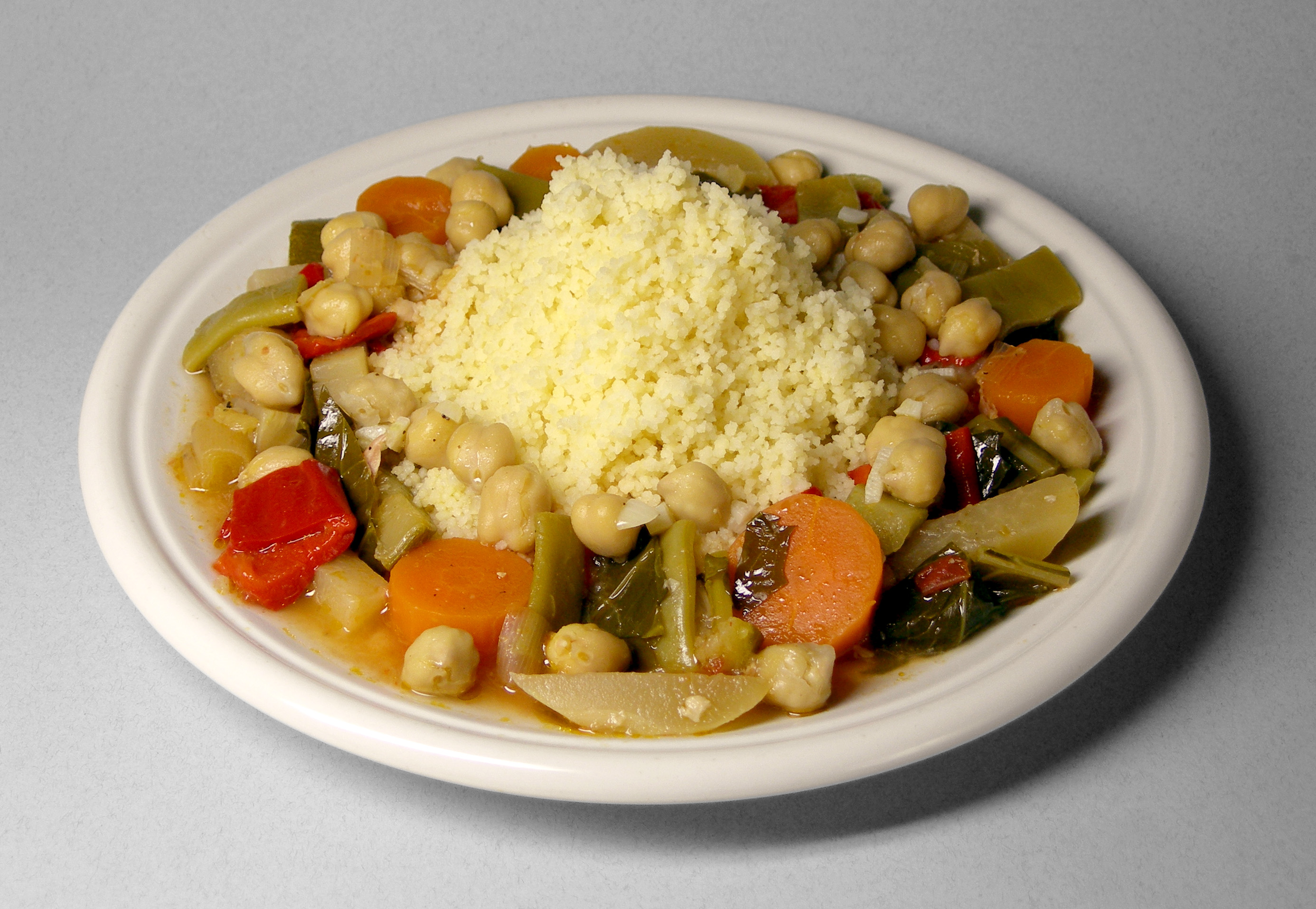
کوسکوس با سبزیجات و نخود.

آشپزی آفریقایی (انگلیسی: African cuisine) یک جزء اصلی از فرهنگ این قاره است و تاریخچه آن با ماوقع مردم آفریقا در هم تنیده شده‌است. غذاهایی که مردم آفریقا مصرف می‌کنند از مذهب، اقلیم و سبک زندگی آنها تأثیر پذیرفته‌است. اولین آفریقایی‌های ساکن در این قاره، شکارچیانی بودند که هر چیز قابل مصرف در طبیعت را که در دسترس آنها بود، به عنوان غذا می‌خوردند. هنگامیکه کشاورزی در آفریقا رواج بیشتری پیدا کرد، در نتیجه مصرف غذاهای مبتنی بر محصولات کشاورزی متداول شد.
به‌طور مرسوم، آشپزی‌های متنوع آفریقا از مواد اولیه مبتنی بر تلفیق گیاه و دانه بهره می‌برند، بدون اینکه نیازی به واردات مواد اولیه غذایی داشته باشند. در بخش‌هایی از قاره، غذای مصرفی روزمره دارای ویژگی فراوانی محصولات تجه درآنها است.
مرکز آفریقا، شرق آفریقا، شمال آفریقا، جنوب آفریقا و آفریقای غربی، هر کدام غذا، روشهای آماده‌سازی و سبک مصرفی منحصر به فرد خود را دارند.

## تاریخچه
ریشه آشپزی بومی آفریقا به هزاران سال قبل، به عصر برنز در شمال شرقی آفریقا بازمی‌گردد، هنگامی که تمدن‌های ابتدایی شروع به کشت دانه‌هایی همچون گندم و جو کردند. قسمتی از شمال آفریقا در بخش هلال حاصلخیز قرار دارد که در آنجا کشاورزی توسط مصریان باستان در این گستره، پاگرفته بود. با آغاز گسترش کشاورزی به دیگر مناطق آفریقا، به ویژه در آفریقای غربی، حیواناتی همچون الاغ و گوسفند در جهت منافع انسان اهلی شده بودند، اگرچه بیشتر قبایل هنوز با خوراکی ساده حاصل از شکار به زندگی ادامه می‌دادند.